# Сова темна
Сова темна (Asio stygius) — вид птахів родини совових (Strigidae). Поширений в неотропічній Америці.

## Поширення
Батьківщиною темної сови є Центральна та Південна Америка. Ареал простягається від північної Мексики (гори Західна Сьєрра-Мадре) до Парагваю та північної Аргентини. Цей вид також живе на Гаїті та Кубі. Бродяжні птахи спостерігалися в Техасі, Флориді та Тринідаді. Мешкає в різних лісах, від вологих до напівпосушливих, у гірських районах між 600 і 3000 метрів над рівнем моря.

## Підвиди
Виділяють 6 підвидів:
- A. s. lambi Moore, RT (1937) — північно-західна Мексика;
- A. s. robustus Kelso, L (1934) — від півдня Мексики до північного Нікарагуа;
- A. s. siguapa d'Orbigny (1839) — о. Куба та о. Хувентуд;
- A. s. noctipetens Riley (1916) — о. Гаїті та о. Гонав;
- A. s. stygius Wagler (1832) — від Колумбії та Венесуели на південь до Болівії та з перервами в центральній та південній Бразилії;
- A. s. barberoi Bertoni, AW (1930) — Парагвай і північна Аргентина.

## Опис
Птах має приблизно 46 сантиметрів у довжину та важить 632—675 грамів. Він має темно-коричневий лицевий диск, облямований дрібними білими плямами, увінчаний короткою, але виступаючою білуватою бровою. Пучки вух особливо довгі та помітні, коли органи чуття птаха знаходяться в стані підвищеної готовності. Верх сажисто-коричневий, лоб і капюшон густо поцятковані світлими плямами, що контрастують із темним обличчям. Черевина і спина мають однорідний колір, залишаючи лише кілька розпливчастих світлих країв, видимих на кінчиках пір'я. Область лопатки злегка вкраплена білим нальотом. Первинні мають майже рівномірний коричневий колір з кількома нечіткими рядами світлих плям. Другорядні мають світлі та темні смуги. Хвіст темно-коричневий з нечіткими світлими смугами. Нижня частина тіла світло-коричнева з широкими темними мітками у верхній частині грудей. Інша частина нижньої частини вкрита широкими темними смугами, що нагадують крапельки. Лапки оперені. Райдужка варіюється від жовтого до жовто-оранжевого. Цер сірувато-бурий, дзьоб чорнуватий. Ноги тілесного кольору, кігті рогового кольору з чорними кінчиками.

## Спосіб життя
Це вид сутінкових і нічних сов. Живе в густому листі дерев, часто ховаючись між епіфітами та ліанами. Дуже часто сидить біля стовбура. Подібно до вухатої сови, стоїть вертикально, коли її турбують, а потім піднімає свої пір'яні вуха вертикально. У сов, яких не турбують, вуха з пір'ям загнуті назад і майже непомітні.
У раціон входять дрібні ссавці, в тому числі кажани. Сова вбиває також птахів розміром з голубів. Також їсть інших дрібних хребетних і ящірок. Репродуктивна біологія вивчена не дуже добре. Відомо, що кладка зазвичай містить два яйця, і їх висиджує лише самиця.